# En ésta no (canción)
En ésta no es el primer sencillo del primer Extended play del dúo Sin Bandera, titulado Una última vez. Fue lanzado a través de descarga digital el 8 de enero de 2016.
El sencillo es una balada que marca el regreso musical de Sin Bandera, luego de ocho años de su separación.

## Antecedentes y lanzamiento
El 4 de noviembre de 2015 se dio a conocer a través de sus redes sociales el regreso musical del dúo. Finalmente el 9 de noviembre se anunció su gira mundial titulado "Una última vez Tour". El 20 de febrero de 2016 se anunció que sería la primera fecha de dicha gira, en el Arena Monterrey, donde se llevó a cabo el último concierto de su gira de despedida, el 4 de julio de 2008.

Año y medio hace que leíamos sus comentarios y nos callábamos para darles la sorpresa cuando tenía que ser. Tuvimos que mentir muchas veces. Hemos mentido a la prensa, por el Twitter, por el Facebook, por todas las redes sociales.
Schajris sobre el anuncio del regreso musical de Sin Bandera.

El 8 de enero de 2016 se lanzó el primer sencillo, «En ésta no», a través de descarga digital. Finalmente se anunció el lanzamiento del EP Una última vez, el cual contará con cinco temas compuestos por Sin Bandera.

## Lista de canciones
- Descarga digital

| En ésta no — Single |              |          |  |
| N.º                 | Título       | Duración |  |
| 1.                  | «En ésta no» | 3:51     |  |

## Posicionamiento

### Semanales
| País                 | Certificador   | Lista                   | Mejor posición |
| 2016                 | 2016           | 2016                    | 2016           |
| -------------------- | -------------- | ----------------------- | -------------- |
| Estados Unidos       | Monitor Latino | Top pop/ac              | 18             |
| Estados Unidos       | Billboard      | Latin Pop Songs         | 29             |
| Estados Unidos       | Billboard      | Hot Latin Songs         | 32             |
| Estados Unidos       | Billboard      | Latin Digital Songs     | 15             |
| Estados Unidos       | Billboard      | Latin Pop Digital Songs | 7              |
| México               | Billboard      | México Airplay          | 1              |
| México               | Billboard      | México Español Airplay  | 1              |
| México               | Monitor Latino | Top pop audiencia       | 1              |
| México               | Monitor Latino | Top pop más tocadas     | 1              |
| México               | Monitor Latino | Top general audiencia   | 3              |
| México               | Monitor Latino | Top general más tocadas | 6              |
| República Dominicana | Monitor Latino | Top pop rhythmic        | 6              |